# Missouri City, Texas
Missouri City là một thành phố thuộc quận Fort Bend, tiểu bang Texas, Hoa Kỳ. Năm 2010, dân số của xã này là 67358 người.

## Dân số
- Dân số năm 2000: 52913 người.
- Dân số năm 2010: 67358 người.